# Нотт, Тара
Та́ра Ли Нотт Ка́ннингем (англ. Tara Lee Nott-Cunningham; 12 мая 1972, Дель-Рио, Техас, США) — американская тяжелоатлетка, олимпийская чемпионка 2000 года. Первая в истории победительница в соревнованиях по тяжёлой атлетике среди женщин на летних Олимпийских играх.

## Спортивная биография
В 2000 году состоялся дебют женской тяжёлой атлетики в программе летних Олимпийских игр в Сиднее. Тара Нотт вместе с Робин Гоад представляли сборную США в категории до 48 кг. После упражнений в рывке Тара занимала 2 место, отставая от болгарки Изабелы Драгневой на 2,5 кг. В толчке Нотт снова уступила 2,5 кг болгарской спортсменке. По итогам двух упражнений американка набрала сумму 185 кг., что позволило ей занять второе место, поскольку индонезийская спортсменка Раема Румбевас, показавшая аналогичную сумму, имела собственный вес на 500 грамм больше. Но уже спустя несколько дней было объявлено, что Изабела Драгнева была уличена в применении запрещённого препарата фуросемид. Таким образом Тара Нотт стала первой Олимпийской чемпионкой по тяжёлой атлетике в истории летних Олимпийских игр. Эта золотая медаль стала первой для США в тяжёлой атлетики с Олимпийских игр 1960 года.
Через 4 года на летних Олимпийских играх в Афинах спортсменка вновь приняла участие в соревнованиях в категории до 48 кг. Выступление 32-летней американки получилось очень неудачным. По сумме двух упражнений Тара набрала лишь 172,5 кг, что на 12,5 кг меньше, чем на играх в Сиднее. Итогом выступления стало 10 место.